# Max Kley
Max Gilbert Hermann Kley (* 4. September 1867 in Gräfrath; † 18. Dezember 1940 in Berlin-Charlottenburg) war ein deutscher Verwaltungsbeamter und Richter.

## Leben
Max Kley studierte Rechtswissenschaften an der Georg-August-Universität Göttingen. 1888 wurde er Mitglied des Corps Brunsviga Göttingen. Er wurde zum Dr. jur. promoviert. Nach Abschluss des Studiums trat er in den preußischen Staatsdienst ein. Das Regierungsreferendariat absolvierte er in Lüneburg. Von 1904 bis 1914 war er Landrat des Landkreises Meseritz. Nach Verwaltungsaufgaben in der Provinz Schlesien war er bis zu seiner Pensionierung 1935 Oberverwaltungsgerichtsrat beim Preußischen Oberverwaltungsgericht in Berlin-Charlottenburg.